# Luis Regueiro
Pour l’article homonyme, voir Mario Regueiro.
Luis Regueiro Pagola (né le 1er juillet 1908 à Irun, Guipuscoa ; mort le 6 décembre 1995), souvent surnommé Corso, était un footballeur espagnol.

## Biographie
Regueiro a joué au Real Madrid de 1931 à 1936, marquant la bagatelle de 53 buts en 92 matches. Il a également joué pour le Racing Club de France.
Il a marqué 16 buts en 25 matches avec l'équipe d'Espagne.